# Antiklerikalizam i slobodno zidarstvo
Pitanje antiklerikalne prirode slobodnog zidarstva predmet je dugotrajnih rasprava. Katolička Crkva već stoljećima zauzima kritički stav prema slobodnom zidarstvu, pri čemu ga neki autori optužuju za antiklerikalizam. Kao izraz tog stajališta, Katolička Crkva svojim vjernicima zabranjuje članstvo u masonskim organizacijama, uz prijetnju kaznom izopćenja.
Slobodni zidari, međutim, u pravilu odbacuju optužbe za antiklerikalizam, ističući da slobodno zidarstvo ne sadrži elemente koji bi bili suprotni katoličanstvu ili bilo kojoj drugoj religiji. Stav o antiklerikalizmu unutar slobodnog zidarstva uvelike ovisi o definiciji samog pojma te o specifičnim granama slobodnozidarskog pokreta. Povijesno gledano, kontinentalno slobodno zidarstvo imalo je izraženije antiklerikalne tendencije u usporedbi s regularnim slobodnim zidarstvom.

## Slobodno zidarstvo i pitanje religije
Počevši od kraja 18. stoljeća, a osobito tijekom 19. stoljeća, unutar slobodnog zidarstva došlo je do polarizacije oko pitanja prikladnosti rasprava o religiji i politici u ložama. Velike lože koje su slijedile regularni oblik slobodnog zidarstva strogo su zabranjivale takve rasprave. Američki povjesničar John Robinson ističe ovo pravilo kao ključni argument u zaključku da slobodno zidarstvo nije inherentno antiklerikalno.
S druge strane, kontinentalno slobodno zidarstvo, osobito u Francuskoj i Belgiji, razvilo je sekularizirani pristup, često s izraženim antiklerikalnim stavovima.Ova grana slobodnog zidarstva bila je snažno prisutna u tradicionalno katoličkim zemljama, što je pridonijelo percepciji Katoličke Crkve da je ono bilo sredstvo izražavanja protukatoličkog nezadovoljstva. U brojnim slučajevima, režimi s izraženim antiklerikalnim obilježjima u katoličkim zemljama smatrani su povezanim sa slobodnim zidarstvom, što je dodatno učvrstilo kritički stav Katoličke Crkve prema slobodnom zidarstvu.

## Opseg antiklerikalizma u slobodnom zidarstvu
Povjesničari Christopher Clark i Wolfram Kaiser ističu da slobodno zidarstvo u svojim počecima nije bilo antiklerikalno. Prema njihovim istraživanjima, ta se situacija promijenila u 19. stoljeću, djelomično kao reakcija na mjere poduzete od strane Katoličke Crkve. U tom razdoblju, posebice na europskom kontinentu, slobodno zidarstvo postupno je razvilo antiklerikalni svjetonazor. Međutim, Clark i Kaiser upozoravaju da se utjecaj slobodnog zidarstva ne bi trebao precjenjivati; čak i u Italiji, njegova je moć bila nadmašena od strane nemasonskih organizacija, poput revolucionarne skupine Karbonari. Također naglašavaju da lože nisu imale jedinstvenu političku orijentaciju, pri čemu su mnoge ostale potpuno apolitične.
S druge strane, pojedini povjesničari, poput Perea Sáncheza, slobodno zidarstvo izravno karakteriziraju kao antiklerikalno. Sánchez ističe da je na jednoj razini slobodno zidarstvo duhovno odbacilo katoličanstvo, pri čemu se činilo kao svojevrsna zamjenska religija bez dogmi, koja bi mogla zamijeniti Katoličku Crkvu. Nadalje, slobodno zidarstvo zalagalo se za sklapanje konkordata, sekularizaciju obrazovanja, javna groblja, ukidanje redovništva i isusovačkog reda, kao i za političke slobode. Prema Sánchezu, antiklerikalizam je postao jedan od temeljnih stupova društvenog i političkog angažmana slobodnog zidarstva.

### Belgija
Sukob između Katoličke Crkve i Velikog orijenta Belgije doveo je do osnivanja Slobodnog sveučilišta u Bruxellesu 1834. godine. Ovo sveučilište, čiji su osnivači bili uglavnom belgijski slobodni zidari, osnovano je kao odgovor na širenje katoličkog utjecaja u visokom obrazovanju. Sveučilište je promicalo sekularne i liberalne vrijednosti, suprotstavljajući se crkvenoj kontroli nad obrazovnim institucijama.

### Italija
U svojoj papinskoj buli Ecclesiam a Jesu Christo (1821.), papa Pio VII. povezao je antiklerikalnu talijansku tajnu organizaciju Karbonari sa slobodnim zidarstvom, optužujući ih za subverzivne aktivnosti protiv Crkve.
Nakon ujedinjenja Italije (1870.) i do sklapanja Lateranskih ugovora (1929.), odnos između Svete Stolice i Kraljevine Italije bio je obilježen snažnim neprijateljstvom (tzv. zatvorenik u Vatikanu). Papa Lav XIII., u enciklici Custodi di quella Fede, upozorio je katolike da se ne uključuju u liberalne pokrete povezane sa slobodnim zidarstvom te ih je pozvao da se angažiraju kroz katoličke organizacije, udaljavajući se od "masonske države".
Za vrijeme fašističkog režima Benita Mussolinija, slobodno zidarstvo u Italiji bilo je zabranjeno. Godine 1924. Mussolini je proglasio da svaki član njegove fašističke stranke koji je ujedno slobodni zidar mora birati između lože i stranke. Već 1925. godine, slobodno zidarstvo u Italiji je raspušteno, uz tvrdnju da se radi o političkoj organizaciji s antireligijskim utjecajem.
U suvremenom kontekstu, 2007. godine, političari iz Zajednice centra i Forza Italia optužili su "radikalne i masonske skupine" da stoje iza istrage Europske komisije o mogućem ukidanju poreznih olakšica Katoličkoj Crkvi za njezine bolnice, škole i društvene institucije.

### Njemačka
Pape su slobodno zidarstvo često optuživale za protucrkvene aktivnosti. Tako je papa Pio IX., u enciklici Etsi multa luctuosa (1873.), naveo da je slobodno zidarstvo glavna pokretačka sila iza Kulturske borbe, sukoba između Njemačkog Carstva i Katoličke Crkve. U enciklici stoji:
»Neki od vas se možda pitaju kako se rat protiv Katoličke Crkve mogao toliko proširiti. No, svatko od vas dobro poznaje narav, revnost i ciljeve sekti, bilo da ih se naziva masonskima ili nekim drugim imenom. Kada ih usporedimo s prirodom, svrhom i veličinom sukoba koji se vodi protiv Crkve, ne može biti sumnje da se ovaj udarac mora pripisati njihovim spletkama i prijevarama. Jer upravo one čine sinagogu Sotone koja okuplja svoje snage, podiže svoje zastave i ulazi u bitku protiv Crkve Kristove.«
Katolička enciklopedija također tvrdi da su masonske lože bile ključne u iniciranju Kulturske borbe.

### Portugal
Prema američkom povjesničaru Stanleyju G. Payneu, slobodni zidari su odigrali ključnu ulogu u usponu portugalskog liberalizma i antiklerikalizma. Ipak, ističe da slobodno zidarstvo u Portugalu nije uvijek bilo homogeno u političkim stavovima. Slobodni zidari su se našli na suprotnim stranama pobune Gomesa Freirea de Andradea 1817. godine, ali su već 1820. godine gotovo jednoglasno podupirali liberalnu političku ideologiju. Tijekom 1830-ih slobodni zidari su postali vodeći zagovornici antiklerikalizma, no nakon trijumfa ustavnog poretka došlo je do podjela unutar portugalskog slobodnog zidarstva. U drugoj polovici 19. stoljeća, slobodno zidarstvo izgubilo je politički utjecaj – portugalska buržoazija, koja se etablirala u vlasti i bogatstvu, pokazivala je sve manje interesa za slobodno zidarstvo. Do kraja stoljeća, masonske lože privlačile su uglavnom pripadnike niže srednje klase, uključujući činovnike i niže rangirane intelektualce. Na prijelazu 20. stoljeća tajna republikanska radikalna društva, poput nemasonske Carbonárie, preuzela su ulogu masonerije u radikalnoj politici. Do 1912. godine broj slobodnih zidara u Portugalu pao je ispod 3.000.

### Španjolska
Američki povjesničar Stanley G. Payne smatra da je utjecaj slobodnog zidarstva u Španjolskoj često precijenjen. Napominje da su španjolski katolici često optuživali slobodno zidarstvo za različite društvene i političke probleme, govoreći o "masonskoj psihozi". Prema njegovim podacima, oko 65.000 slobodnih zidara bilo je aktivno u Španjolskoj 1890. godine, a iako su neki od njih igrali istaknutu ulogu unutar španjolskog liberalizma i republikanizma, njihov izravan kolektivni utjecaj na politiku i antiklerikalizam bio je "znatno precijenjen".
S druge strane, Francisco Franco otvoreno je smatrao slobodno zidarstvo odgovornom za antiklerikalno nasilje koje je prethodilo Španjolskom građanskom ratu (1936. – 1939.). U jednom intervjuu sa španjolskim novinarom izjavio je: "Po mom mišljenju, slobodno zidarstvo, sa svom svojom međunarodnom moći, organizacija je koja snosi glavnu odgovornost za političku propast Španjolske."

### Amerika

#### Ekvador
Gabriel García Moreno, predsjednik Ekvadora, bio je istaknuti konzervativni političar i zagovornik katoličkih vrijednosti. Atentat na njega, počinjen 1875. godine, samo nekoliko dana prije nego što je trebao preuzeti dužnost za svoj treći mandat, neki su povezivali sa slobodnim zidarstvom.
García Moreno izazvao je animozitet liberalnih i antikatoličkih političkih krugova, dijelom i zbog svoje podrške Družbi Isusovoj (isusovcima). Tijekom jednog od njihovih progonstava iz drugih zemalja, pomogao im je pronaći utočište u Ekvadoru. Također se zalagao za zakonsku zabranu tajnih društava, što je dodatno povećalo neprijateljstvo slobodnih zidara i drugih antiklerikalnih skupina prema njemu. Njegov Ustav iz 1869. godine proglasio je katoličanstvo službenom religijom Ekvadora, a bio je i jedini svjetski državnik koji je prosvjedovao protiv gubitka Papinske Države kada je Kraljevina Italija 1870. godine pripojila Rim. Jedan od njegovih biografa tvrdi da je, nakon javne posvete Ekvadora, njegova smrt bila određena od strane njemačkog slobodnog zidarstva.
Nakon što je 1875. godine izabran za treći predsjednički mandat, García Moreno je bio svjestan da mu taj politički uspjeh može donijeti smrtonosne posljedice. U pismu papi Piju IX. izrazio je strah od zavjere protiv njega, istaknuvši da je meta napada masonskih loža susjednih zemalja, potaknute Njemačkom,  koje ga klevetaju i planiraju njegov atentat. Tražio je papin blagoslov i božansku zaštitu kako bi ostao vjeran svojim vjerskim i političkim uvjerenjima te ustrajao u obrani katoličke vjere i Ekvadora. Njegove su se slutnje ostvarile. Dana 6. kolovoza 1875., dok je izlazio iz katedrale u Quitu, napali su ga atentatori naoružani noževima i revolverima. Smrtno ranjen, izgovorio je svoje posljednje riječi: "Bog ne umire!" Dan ranije, svećenik ga je upozorio na urotu slobodnih zidara i skori pokušaj atentata, savjetujući mu da poduzme mjere opreza. No, García Moreno je već bio svjestan prijetnji i odlučio da se jedino može pripremiti za susret s Bogom.
Jedan suvremeni osvrt na događaje primijetio je da je "očito da su atentat izvršili članovi tajnog društva".

#### Meksiko
Tijekom Meksičke revolucije, tijekom 1910ih, američki kardinal William Henry O'Connell 1914. godine interpretirao je revolucionarne događaje kao dio "masonske urote", povezane s sjevernoameričkim protestantima. O'Connell, zajedno s Američkom federacijom katoličkih društava, apelirao je na predsjednika Woodrowa Wilsona da ne prizna meksičku vladu, budući da je katoličko svećenstvo sve češće bilo stigmatizirano kao neprijatelj revolucije.
Nakon revolucije, predsjednik Plutarco Elias Calles provodio je sekularizacijske odredbe meksičkog ustava s osobitom strogošću. Uz to, donio je dodatne antikatoličke zakone, poznate kao Callesov zakon (1926.), kojima su uvedene mjere protiv Katoličke Crkve. Među odredbama bila je i kazna za svećenike koji bi nosili svećeničku odjeću u javnosti. Ove represivne mjere izazvale su oružanu pobunu katolika, poznatu kao Cristero rat (1926. – 1929.).
Dana 28. svibnja 1926., Calles je nagrađen medaljom za zasluge od strane predstavnika Škotskog reda u Meksiku, kao priznanje za njegovu politiku protiv Katoličke Crkve. U kolovozu 2007. godine, Pedro Márquez, predstavnik Velike lože doline Meksika, komentirao je poziv Katoličke Crkve da se ukine ustavna zabrana katoličkih škola i novina. Márquez je izjavio: "Katolička hijerarhija želi diktirati političku politiku, a to je vrlo ozbiljna pogreška, jer naše društvo više nije u eri kršćanstva, a svećenici više nisu potkraljevi Nove Španjolske." Dodao je i da "Crkva ima tendenciju uplitanja u društvene i političke poslove Meksika, ali bi se svećenici trebali vratiti u svoje crkve."